# Pep Montserrat
Pep Montserrat (Monistrol de Montserrat, 22 de diciembre de 1966) es un ilustrador catalán residente en Barcelona, profesión que ha compatibilizado con la docencia.
Colaborador habitual en prensa escrita nacional e internacional, es autor también de ilustraciones de libros infantiles y juveniles, algunos de los cuales se han publicado en países de Europa, América y Asia. Entre los reconocimientos más destacados que ha recibido a lo largo de su carrera destacan el del Ministerio de Cultura en 1995, el Catalònia en 1997 y el Junceda en 2004 y 2009. Además, del año 2006 al 2011 sus trabajos formaron parte de la exposición anual de la Society of Illustrators de Nueva York, donde en 2008 le otorgaron el Certificate of Merit.
En su trayectoria también destaca su participación en el programa infantil de Tv3 Una mà de contes donde ha colaborado en varias ocasiones.

## Formación
Pep Montserrat estudió Procedimientos Pictóricos en la Escuela de la Lonja de Barcelona. Posteriormente, estudió Diseño Gráfico, empezando en la escuela Elisava y siguiendo dos años más en el EINA, Centro Universitario de Diseño y Arte de Barcelona.

## Trayectoria profesional
La trayectoria profesional de Montserrat a nivel de docencia pasa por impartir y colaborar en varios cursos sobre temas específicos de ilustración a la Asociación Profesional de Ilustradores de Cataluña, así como, desde el año 1999 como profesor del Departamento de Ilustración de la Escuela Massana de Barcelona, donde ha impartido dos cursos de ilustración editorial, dentro de Massana permanente durante los cursos de 1998-1999 y 1999-2000, y posteriormente ha participado en los de Ilustración Avanzada de las ediciones de 2010-2011 y 2011-2012.
También ha impartido un curso de Ilustración y Diseño editorial junto con el diseñador Mario Eskenazi en el EINA, Centro Universitario de Diseño y Arte de Barcelona, durante el curso 1996-1997. Y ha colaborado en tres cursos del posgrado de edición de la Idec, de la Universidad Pompeu Fabra de Barcelona, con una intervención sobre el diseño del libro.
En 2007, hizo una conferencia como clase magistral en el marco del Salón del Libro pontevedrés. Aquel mismo año, también, fue miembro del Jurado del Premio Apelas Maestros, premio de reconocimiento al libro ilustrado
En 2010 participa como ponente al IV Curso internacional de Diseño e Ilustración de Albarracín, junto con Javier Mariscal, Leonardo Sonnoli, Isabelle Vandenabeele, Andreu Balius y Benoit Jacques. Realiza, también, una conferencia a la Escuela Superior de Arte y Tecnología de Valencia, donde hace una ponencia e imparte un taller de 24 horas conjuntamente con el Taller Vostok dentro del 4º Curso de Ilustración y Diseño de Albarracín. El año siguiente, realiza una conferencia en el marco de la exposición Kipling Ilustrado del MUVIM, Museo Valenciano de la Ilustración y la Modernidad.
El año 2013 imparte dos talleres de 12 horas a la escuela Coco Design School de Alicante. El mismo año, realiza una conferencia al Club de Creativos, a Sala Moritz.
La Navidad del 2015, igual que otros artistas como Josep Moscardó, José Luis Pasqual, Perico Pastor y Fernando Adam, colabora en la campaña de pintura solidaria con el lema "Aquest Nadal tu hi pintes molt! En lluita contra la pobresa" llevada a cabo por el centro comercial Espai Gironès, que tiene como objetivo luchar contra la pobreza. Pintó en directo, en el centro comercial, un cuadro de un cuaderno de viaje en Girona el cual cedió para subastarlo en favor de Càritas, a un precio de salida de 600 euros.

## Publicaciones
Pep Montserrat desde sus inicios ha trabajado con editoriales de libro infantil y juvenil del Estado como la Galera, Cruce, SM, Publicaciones de la Abadía de Montserrat, Bruño, Gaviota, Grijalbo, Anaya, Edelvives, Pirene, Casals o Grupo Promotor-Santillana.
Por otro lado, en cuanto a libros para adultos, aparte de los trabajos para Ediciones de la Magrana, ha colaborado con las editoriales Anagrama, Ediciones 62, Alma, Acanto, Martínez-Roca, Vintage Books, Random House/Mondadori, Nørdica, Viena Editorial, entre otros.

### Prensa
Pep Montserrat ha colaborado como ilustrador en varios medios de comunicación de prensa. Ha publicado ilustraciones suyas en periódicos en nacionales como La Vanguardia, El País o l'Avui.
También a nivel nacional, desde 1988 trabaja también esporádicamente como colaborador gráfico para revistas infantiles como Cavall Fort.
Por otro lado, fuera del Estado español, también ha publicado ilustraciones en periódicos como The Chicago Tribune, The Wall Street Journal, The Boston Globe, The Washington Post, The New York Times, entre otros dado que desde el año 2001 forma parte de la agencia de ilustradores Marlena Agency, situada en los USA.
Desde finales del año 2008, publica semanalmente una imagen en la sección de Opinión del diario The National de Abu Dhabi.

### Audiovisual
Pep Montserrat, junto con la escritora Montse Ganges, es el creador de la serie de animación Miniman, de la productora Cromosoma.
Ha trabajado, como ilustrador, en varios capítulos (más de diez cuentos dierents) del programa Una mà de contes, de Tv3 dado que la Escuela Massana  es colaboradora desde el 2002.
En 2015, aparece en lo programa Ilustración de Artes y Oficios de El 33 junto con Laura Costafreda, Carmen Segovia y Miguel Gallardo.

### Libros
Algunos de sus libros infantiles y juveniles se han publicado - aparte de en el Estado español - en países como Italia, Francia, Suiza, Grecia, Brasil, Corea y los Estados Unidos.

#### Ficción infantil y juvenil[24]
- Marraméu! De Joan Armangué, Publicaciones de La Abadía, Barcelona 1990
- Una mort massa salada. De J. Cela/ J. Palou. Pirene, Barcelona 1990
- A la punta de la llengua. De Miquel Desclot, Cruce, Barcelona 1990
- Conte Prim. De Elena O’Callaghan, Publicaciones de La Abadía, Barcelona 1991
- Piquito de Oro. De Ricardo Alcántara, El Arca de Júnior, Barcelona 1991
- Aranya Peluda busca Aranyot Pelut. De Elena O’Callaghan, Public. De La Abadía, Barcelona 1993
- La Taca a Taca. De Toni Matas, Cruce, Barcelona 1993
- Henry i el Mar. De Joe Buffalo & Alexander Stuart, La Magrama, Barcelona 1994
- Això era un gegant. De Gabriel Janer Manila, La Galera, Barcelona 1994
- Amors i desamors d’Oberó i Titània. De M. Desclot, La Galera, Barcelona 1995
- El Grill Tabalot. De Antoni Dalmases, Publicaciones de La Abadía, Barcelona 1995
- Quando si ruppe la lavatrice. De Ulf Stark, Piemme, Roma 1995
- Les Collites del diable. De Caterina Valriu, La Galera, Barcelona 1996
- El regal. de Gabriela Keselman, La Galera, Barcelona 1996
- El país de los Plexinaps. De Joan de Dios Prats, Publicaciones de La Abadía, Barcelona 1997
- Els músics de Bremen. La Galera, Barcelona 1997
- Aladí i la Llàntia maravellosa. La Galera, Barcelona 1997
- Querido diablo. De Christine Nostlinger, Gaviota, Madrid 1998
- Les tres taronges de la vida. La Galera, Barcelona 1998
- Mila va a l'escola. De Teresa Duran. La Galera/ Editoras Asociados, Barcelona 1998
- El meu primer llibre d’Òpera. De Jordi Sierra y Fabra, Empúries, Barcelona 2002 Blancaneu. Jacob y Wilhelm Grimm, Círculo de Lectoras, Barcelona 2002
- Turandot. Adaptación de Joan de Dios Prats, Hipótesis, Barcelona 2003
- Orfeu i Eurídice. Adaptación de Pedro Azara, Hipótesis, Barcelona 2005
- Invents i Inventors. De Xavier Duran y Albert Punsola, Oficina Ponti, Barcelona 2005 Kafka y la muñeca viajera. Jordi Sierra Y Fabra, Siruela, Madrid 2006
- Ms Rubinstein’s beauty. Texto E ilustraciones Pep Montserrat, Sterling Publishers, New York 2006
- La Reina Rodamón (Quatre volums). De Montse Ganges. Combel, Barcelona 2007 Chaplin. Bayard Press. Paris 2007
- The McElderry Book of Greek Myths. De Erick A. Kimmel. Simon and Schuster. New York 2008
- Una dulce historia de mariposas y libélulas. De Jordi Sierra Y Fabra, Siruela, Madrid 2008
- L’Odissea d’Homer. De Albert Jané. Combel, Barcelona, 2008.
- L’Univers de Poe. Cuentos de Edgar Allan Poe. Combel, Barcelona, 2009.
- Se m’ha escapat! De Noe Bofarull. La Galera, Barcelona 2009.
- Conte de Nadal. De Charles Dickens. Combel, Barcelona, 2010.
- El hombre invisible. De H.G. Wells. Editorial ALMA, 2023.
- La guerra de los mundos. De H.G. Wells. Editorial ALMA, 2023.

#### Ficción adultos
- El Nadal d’un nen del País de Gal·les. De Dylan Thomas. Viena Ediciones, Barcelona, 2008
- La Navidad para un niño en Galas. ylan Thomas. Nórdica, Madrid, 2010
- Un dia qualsevol / Un día cualquiera. De Miquel Martí y Pol. Nørdica, Madrid 2013.
- Les Faules d’Esop. Random House/Mondadori, Barcelona 2013.

#### No ficción
- El meu Llibre de Ioga. De Gordana Vranjes-Gloria Rosales. Viena Ediciones, Barcelona, 2008
- Un dia a Gràcia/Quadern de viatge. Ayuntamiento de Barcelona, Barcelona 2011.
- Ilustrísimon Sr. Cohen. Col·lectiu. Editorial 451, Madrid 2011

#### Libros de texto
- Rodet 1/2, Coneixement del medi Text/Enciclopedia Catalana, Barcelona 1992
- Rodet 1/2, Llengua Castellana. Text/Enciclopedia Catalana, Barcelona 1995
- Bitoc 1/2, Coneixement del medi Text/Enciclopedia Catalana, Barcelona 1993 Llengua Catalana 6. Casals, Barcelona 1995
- Lectures 3. Grup Promotor, Barcelona 1997
- Enciclopedia infantil APRENDENDO, Ática, Sao Paulo, 2000
- Lengua Española Ciclo I-II. Ediciones SM. Madrid, 2009
- Lectures del Llibre de Llatí de 4t d’ESO. Editorial Casals, Barcelona, 2012

## Méritos
El 1992, recibió un Diploma de Honor Premi Catalònia, per Marraméu!. Un año después, el 1993, recibe el premio Cartel de la Semana del Libro Infantil y Juvenil.
El 1995, obtuvo el "Premio Nacional de Ilustración" por Això era un gegant y, este mismo año, también recibió el “Premio a las mejores ilustraciones” del Ministerio de Cultura.
En 1997 obtuvo el premio Catalònia y el Junceda del APIC en el año 2004 y 2009. Este último año, ganó el Premi al Llibre d’Adult no Ficció de l’Associació d’Il·lustradors de Catalunya por la obra La meva guia de ioga “por la precisión, plasticidad, diversidad, composición y buena conexión entre los autores”. También ganó, aquel mismo año, el premio Libro de Adulto de Ficción con la obra El Nadal d’un nen a Gal•les “por haber sabido trabajar con una gama cromática gris y darle vida en consonancia con la atmósfera de en Dylan Thomas”.
En 2006 ganó la XVI edición del “Premio Internacional de Ilustración” con el libro ¡Él empezó!, con el texto de Gabriela Keselman.
En 2009 la Asociación de Ilustradores de Cataluña otorgó la Mención de Honor Junceda al programa  “Una mà de contes”, de Televisión de Cataluña, en el cual Pep Montserrat colabora como ilustrador.
Pep Montserrat también ha recibido méritos fuera de España. De 2006 a 2011 sus trabajos fueron seleccionados a la exposición anual de la Sociedad de Ilustradores de Nueva York y el 2008 le otorgaron un Certificate of Merit.
En 2024, Montserrat fue galardonado con el Premio Nacional de Ilustración.